# Parafia Przemienienia Pańskiego w Buczkowicach
Parafia pod wezwaniem Przemienienia Pańskiego w Buczkowicach – parafia rzymskokatolicka znajdująca się w Buczkowicach. Należy do dekanatu Łodygowice diecezji bielsko-żywieckiej. Erygowana w 1908.